# Сангтудинська ГЕС-2
Сангтудинська ГЕС-2 - діюча ГЕС в Хатлонській області Таджикистану . ГЕС входить до Вахшського каскаду ГЕС.

## Передмова
Проектування почалося в 1970-х роках. Будівництво станції розпочалося в кінці 1980-х років, на початку 1990-х років роботи були припинені через відсутність фінансування і громадянську війну. У 1995 році уряд Ірану заявив про готовність інвестувати в проект добудови ГЕС $ 180 млн. У січні 2005 року в Душанбе російська, таджицька та іранська сторони підписали Протокол про добудову Сангтудинська ГЕС-1 і ГЕС-2. Відповідно до нього ГЕС-2 в повному обсязі буде добудована іранською і таджицькою сторонами. Підрядником в проекті виступає іранська компанія «Сангоб».

## Будівництво
Будівництво Сангтудинської ГЕС-2 офіційно почалося 20 лютого 2006 року. На будівництво об'єкта Іран виділив $ 180 млн, частка таджицької сторони склала $ 40 млн. Перший агрегат гідроелектростанції був запущений 5 вересня 2011 року в присутності президентів Таджикистану та Ірану. За проектом виробнича потужність першої черги Сангтуда-2 становить 110 МВт. У вересні 2013 року в тестовому режимі було здано в експлуатацію другий агрегат Сангтудинської ГЕС-2, потужністю 110 МВт. У вересні 2014 року був запущений другий агрегат потужністю 110 МВт. Після повній здачі в експлуатацію, Сангтудинська ГЕС-2 здатна виробляти до 1 млрд кВт/год електроенергії, або 220 МВт Після пуску протягом 12,5 років Сангтудинська ГЕС-2 буде вважатися власністю Ірану, після чого перейде у власність Таджикистану. Проектна потужність станції 220 МВт.